# Bosolifant
De bosolifant (Loxodonta cyclotis) is een van de drie nog levende soorten olifanten. De bosolifant komt alleen voor in de regenwouden van Afrika. Voorheen werden de bosolifant en de verwante savanneolifant (Loxodonta africana) tot dezelfde soort gerekend, de Afrikaanse olifant. Genetisch onderzoek heeft echter uitgewezen dat het hier om twee aparte soorten gaat. De wetenschappelijke naam van de soort werd in 1900 gepubliceerd door Paul Matschie.

## Uiterlijke kenmerken
De bosolifant is kleiner en donkerder dan de savanneolifant. De oren zijn ronder en de slagtanden zijn recht en omlaag gericht in plaats van naar voren gebogen zoals bij de savanneolifant. De bosolifant heeft vijf tenen aan de voorpoten, vier aan de achterpoten. Hij wordt drie tot vier meter lang, met een staartje van 50 tot 120 centimeter. Mannetjes worden groter dan vrouwtjes. Een bul wordt 1200 tot 3500 kilogram zwaar en 170 tot 280 centimeter hoog, een koe wordt 900 tot 3000 kilogram zwaar en 160 tot 240 centimeter hoog.

## Leefgebied

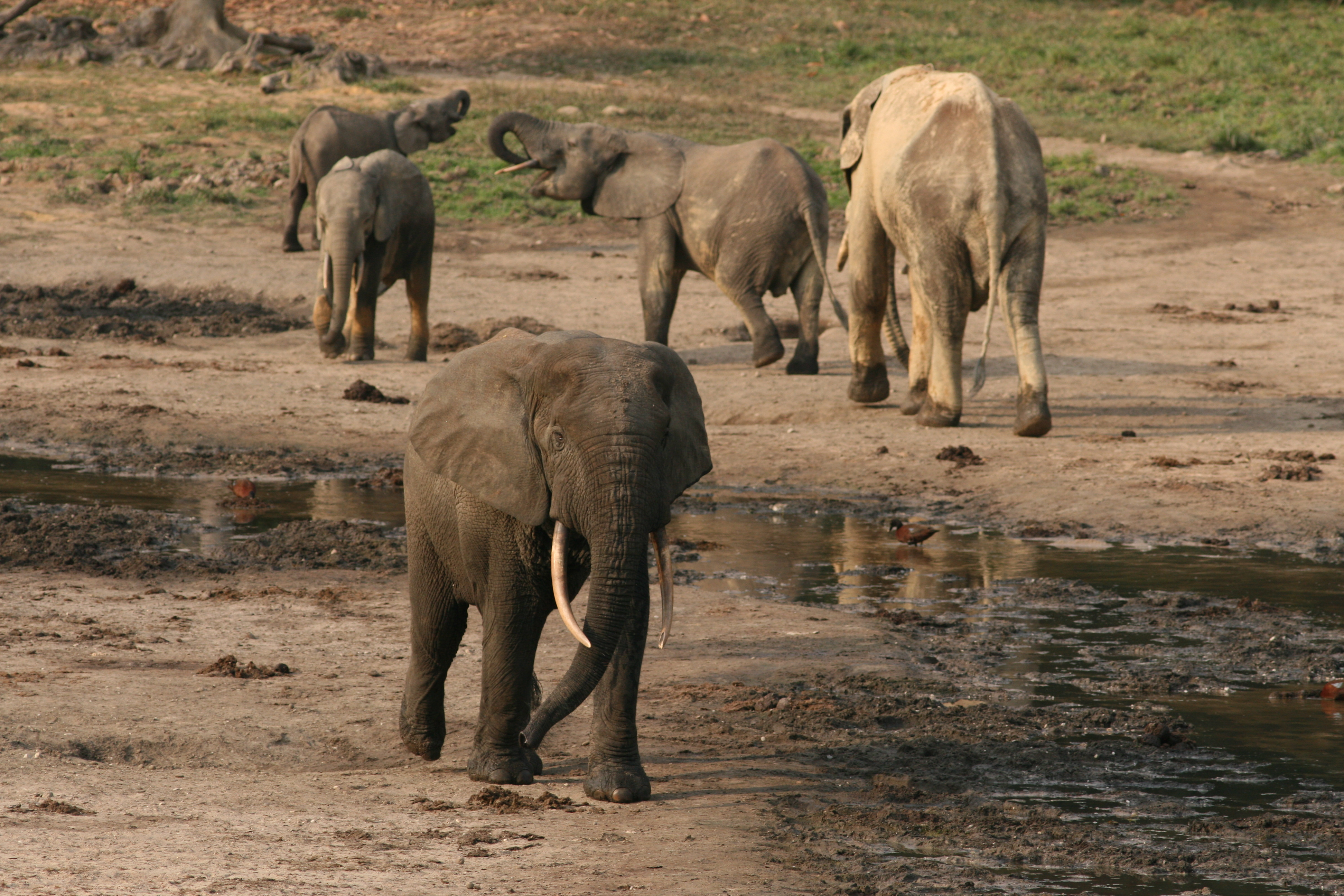
Bosolifanten in Dzanga Bai

Bosolifanten hebben een zeer groot woongebied, dat wel zestig vierkante kilometer kan beslaan. Zij leven in groepen in het dichte laaglandregenwoud van West- en Centraal-Afrika. Ook in open plekken in het bos zijn ze regelmatig aan te treffen. Een bekend voorbeeld is Dzanga Bai in het nationaal park Dzanga-Ndoki. De studie van bosolifanten in dit gebied heeft een belangrijke bijdrage geleverd aan de kennis van het sociale gedrag van het dier.

## Dwergolifant
Bij de taxonomie van het geslacht Loxodonta zijn in de loop der jaren 22 taxa benoemd, waarvan er uiteindelijk drie overbleven in de literatuur: de savanneolifant (L. africana), de bosolifant (L. cyclotis) en de Afrikaanse dwergolifant (Loxodonta pumilio of Loxodonta fransseni). Die laatste zou een stuk kleiner zijn dan de andere bosolifanten, maar was nooit erg goed gedocumenteerd en was voer voor discussie. Er werd onder meer geopperd dat het een ecotype van de bosolifant zou zijn. Op basis van onderzoek op mitochondriaal DNA van vermeende dwergolifanten wordt deze echter verworpen als afzonderlijk taxon. Pumilio en cyclotis vormen volgens het onderzoek een monofyletische groep van bosolifanten.

## Aantallen
Omdat de dieren in dichte wouden leven, is een schatting van het aantal bosolifanten moeilijk. Schattingen lopen van 60.000 tot 150.000 individuen. De soort staat onder druk van stropen en het vernielen van hun habitat.